# Iostream
iostream은 C++에 있는 입출력을 위한 헤더 파일이다. 이는 C++ 표준 라이브러리의 하나이다. Input/Output Stream(입출력 스트림)에서 이름을 따왔다. C 프로그래밍 언어의 stdio.h와 같은 역할을 한다.

## 사용 예
보통 Hello world 프로그램에서는 다음과 같이 표현한다 :
```
#include
 
<iostream>

using
 
namespace
 
std
;

int
 
main
()

{

    
cout
 
<<
 
"Hello, world!
\n
"
;

    
return
 
0
;

}

```

이 프로그램은 새 줄 문자에 "Hello, world!"를 출력한다.

## 출력 포매팅

### 메서드
| width(int x)     | 다음 출력을 위한 문자의 최소 숫자                               |
| fill(char x)     | 최소 채워진 길어지도록 길이 필요한 경우 안의 채워져 쓰여진 문자 |
| precision(int x) | 플로팅-포인트 숫자를 위한 중요한 셈의 숫자 설정                 |

예제:
```
cout
.
width
(
10
);

cout
 
<<
 
"ten"
 
<<
 
"four"
 
<<
 
"four"
;

```